# Barbara Guarischi
Barbara Guarischi, née le 10 février 1990 à Ponte San Pietro, est une coureuse cycliste sur route italienne, professionnelle depuis 2010. C'est une spécialiste du sprint.

## Biographie

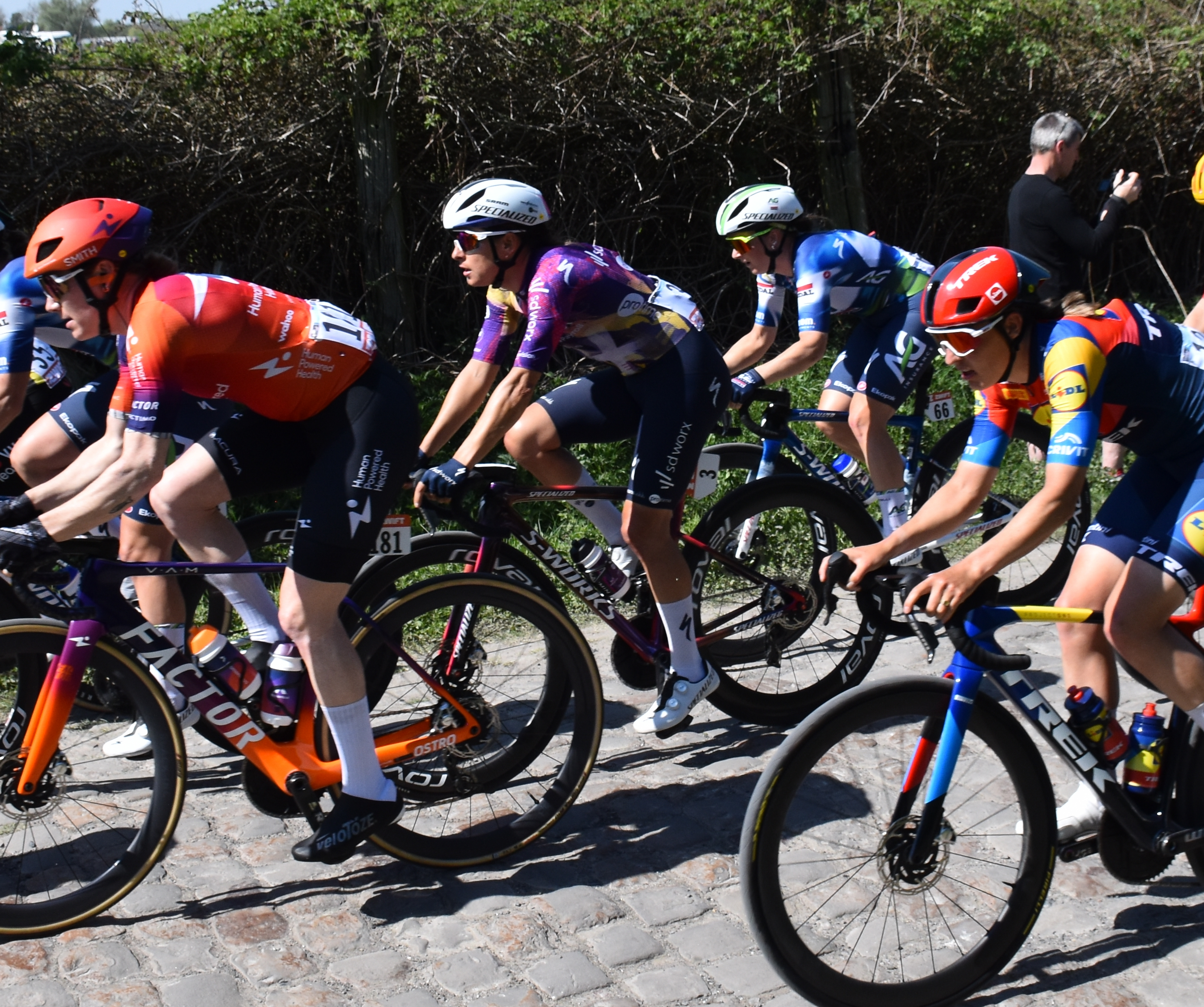
Barbara Guarishi #3 - Paris Roubaix 2025.

En 2014, elle remporte la deuxième étape de la Route de France au sprint. C'est sa première victoire professionnelle. Elle est entrainée par Luisiana Pegoraro.
En 2015, au Tour de Drenthe, elle se classe dixième du sprint massif. À l'Energiewacht Tour, elle est deuxième de la première étape devancée par Jolien D'Hoore. L'équipe s'impose ensuite sur le contre-la-montre par équipes, le premier de la saison. Guarischi est cinquième du sprint de l'étape suivante, ce qui lui attribue la première place du classement général. Elle le perd cependant sur l'étape suivante. Elle se classe ensuite troisième du Ronde van Gelderland et quatrième du circuit de Borsele, tous deux remportés par Kirsten Wild,. Au Tour d'Italie, elle s'impose au sprint lors de la première étape. Début août, elle remporte coup sur coup deux épreuves au sprint. Le samedi soir, au RideLondon Grand Prix devant Shelley Olds et Annalisa Cucinotta, puis le dimanche le Tour de Bochum, une manche de Coupe du monde, devant Lucinda Brand et Emilie Moberg alors que le groupe se disputant la victoire est réduit à vingt unités,. En fin de saison, elle devient championne du monde du contre-la-montre par équipes avec l'équipe Velocio-SRAM.

### 2023
Au Tour de Thuringe, elle gagne le sprint de la troisième étape.

### 2024
Au Simac Ladies Tour, elle gagne le sprint de la quatrième étape.

## Palmarès sur route

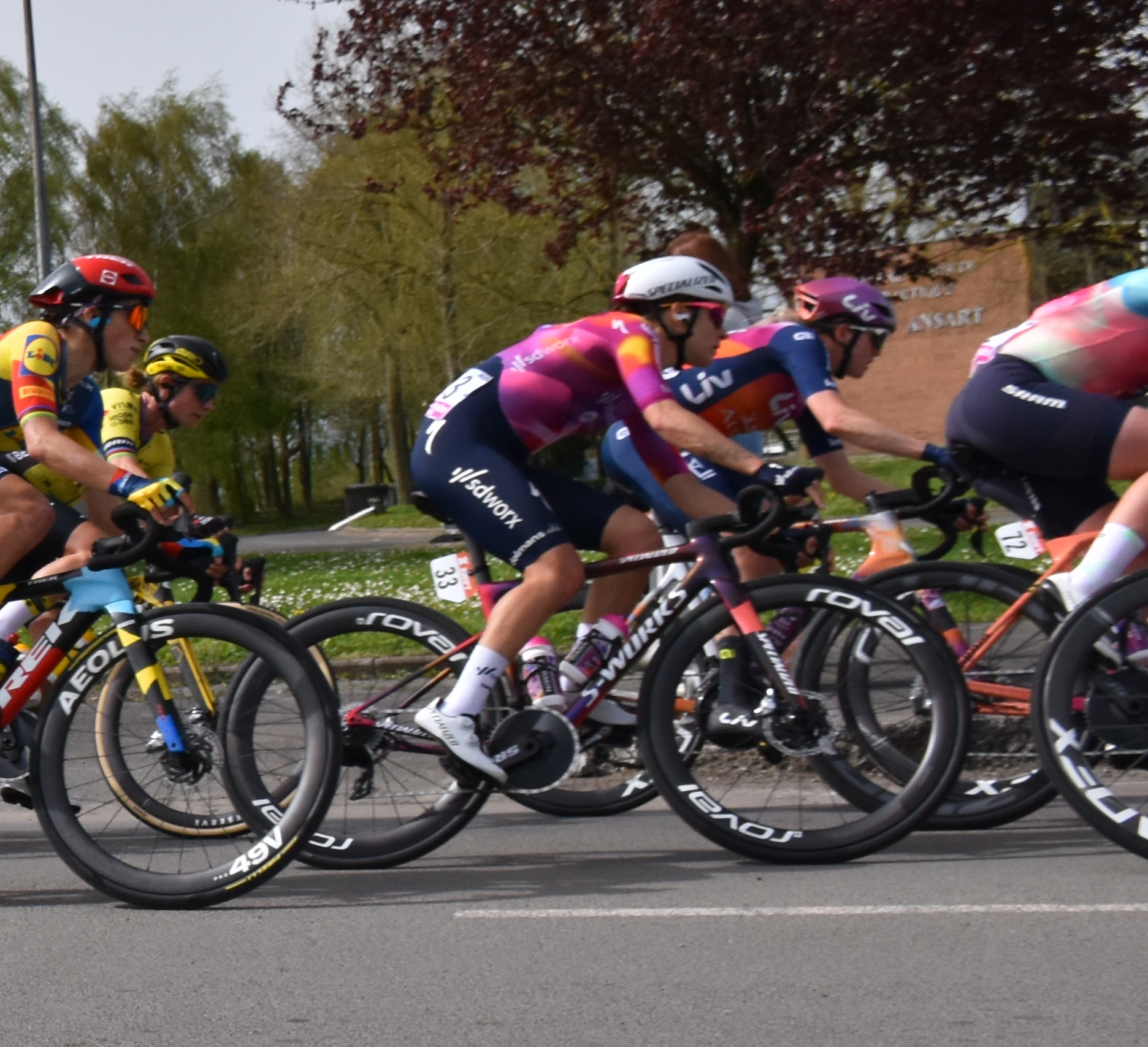
Paris-Roubaix Femmes 2024
Barbara Guarishi #33.

### Palmarès par années
- 2012
  -  Médaillée d'argent au championnat d'Europe sur route espoirs
- 2014
  - 2e étape de la Route de France
  - 3e étape du Trophée d'Or
- 2015
  -  Championne du monde du contre-la-montre par équipes
  - 2e étape secteur a de l'Energiewacht Tour (contre-la-montre par équipes)
  - 1re étape du Tour d'Italie
  - Tour de Bochum (Cdm)
  - 3e du Ronde van Gelderland
  - 10e du Tour de Drenthe (Cdm)
- 2016
  - Circuit de Borsele
  - 3e du Grand Prix Bruno Beghelli
- 2017
  - 2e de la Pajot Hills Classic
  - 9e de la RideLondon-Classique
- 2018
  - 5e de l' Open de Suède Vårgårda
  - 9e de Gand-Wevelgem
- 2019
  - 1re étape du Tour de Thuringe
- 2020
  - 2e du Tour de la Communauté valencienne
- 2021
  - 2e du Tour de la Communauté valencienne
  - 3e de Dwars door de Westhoek
- 2022
  -  Médaillée d'or de la course en ligne des Jeux méditerranéens
  - 3e du championnat d'Italie sur route
  - 5e de la course en ligne de l'Open de Suède Vårgårda
- 2023
  - 1re (contre-la-montre par équipes) et 3e étapes du Tour de Thuringe
- 2024
  - 4e étape du Simac Ladies Tour
  - 2e de la Veenendaal-Veenendaal
- 2025
  - 3e du Festival Elsy Jacobs à Luxembourg

### Résultats sur les grands tours

#### Tour d'Italie
8 participations
- 2010 : abandon (8e étape)
- 2012 : non-partante (7e étape)
- 2013 : 67e
- 2014 : 75e
- 2015 : 84e, vainqueure de la 1re étape
- 2023 : 101e
- 2024 : 100e
- 2025 : abandon (7e étape)

#### Tour de France
1 participation :
- 2024 : abandon (7e étape)

#### Tour d'Espagne
1 participation
- 2024 : 95e

### Classement UCI
| Année                                 | 2009 | 2010 | 2011 | 2012 | 2013 | 2014 | 2015 | 2016 | 2017 | 2018 | 2019 | 2020 | 2021 | 2022 | 2023 | 2024 |
| ------------------------------------- | ---- | ---- | ---- | ---- | ---- | ---- | ---- | ---- | ---- | ---- | ---- | ---- | ---- | ---- | ---- | ---- |
| Classement UCI                        | 243e | 242e | 373e | 79e  | 103e | 38e  | 33e  | 62e  | 99e  | 74e  | 197e | 86e  | 99e  | 60e  | 482e | 185e |
| UCI World Tour                        |      |      |      |      |      |      |      | 108e | 72e  | 37e  | 133e | 85e  | 125e | 51e  | nc   | 135e |
|                                       |      |      |      |      |      |      |      |      |      |      |      |      |      |      |      |      |
| Légende : nc = non classéSource : UCI |      |      |      |      |      |      |      |      |      |      |      |      |      |      |      |      |

## Palmarès sur piste

### Championnats du monde
- Aguascalientes 2007
  -  Médaillée d'argent du scratch juniors
- Ballerup 2010
  - 14e de l'omnium

### Coupe des nations
- 2022
  - 1re de la poursuite par équipe à Milton (avec Silvia Zanardi, Martina Fidanza, Chiara Consonni et Elisa Balsamo)

### Championnats d'Europe
- Cottbus 2007
  -  Médaillée d'argent du scratch juniors

### Championnats d'Italie
| - 2009 - 3e du keirin - 3e de la vitesse par équipes - 3e du scratch - 2010 - 3e du scratch - 2012 - 3e du scratch | - 2013 - 2e de la course aux points - 3e de la vitesse individuelle - 3e de la vitesse par équipes - 2022 - 3e du scratch |